# Turbina dental

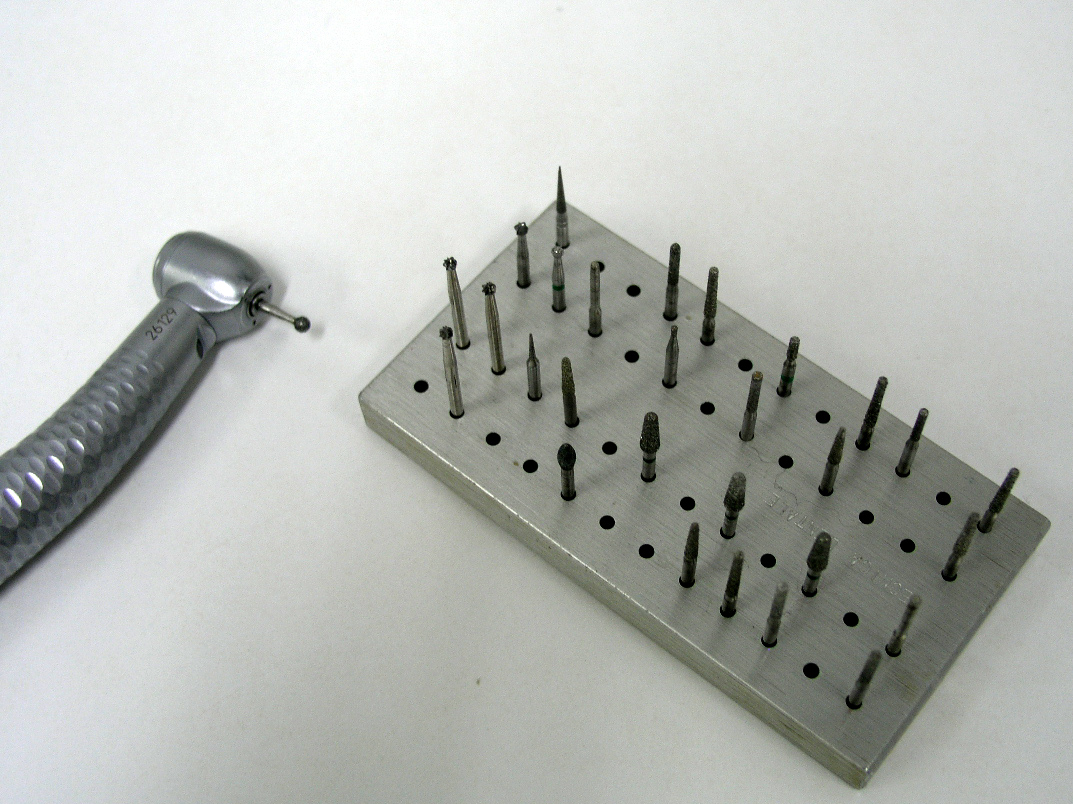
Turbina dental amb un set de freses

Una turbina dental és un petit trepant que gira a gran velocitat i que es fa servir en odontologia per reparar peces dentals o retirar-ne trossos. El terme  precís per a l’instrument que gira a gran velocitat és turbina o trepant dental. Tot i així, popularment també se l’anomena mola dental o fresa dental, per sinècdoque, fent servir el nom de la peça (la mola o la fresa) per referir-se a tot l’aparell que la fa girar.
La fresa dental o mola dental és la peça metàl·lica o de material abrasiu que talla, poleix i modela la dent; mentre que la turbina o mola és el dispositiu que la fa girar a altes revolucions —fins a 500.000 rpm en alguns casos. Les  turbines dentals es troben, en prostodòncia, entre els instruments estàndard per a la tècnica de reparació dental i estan disponibles en diferents formes i dissenys.

## Història

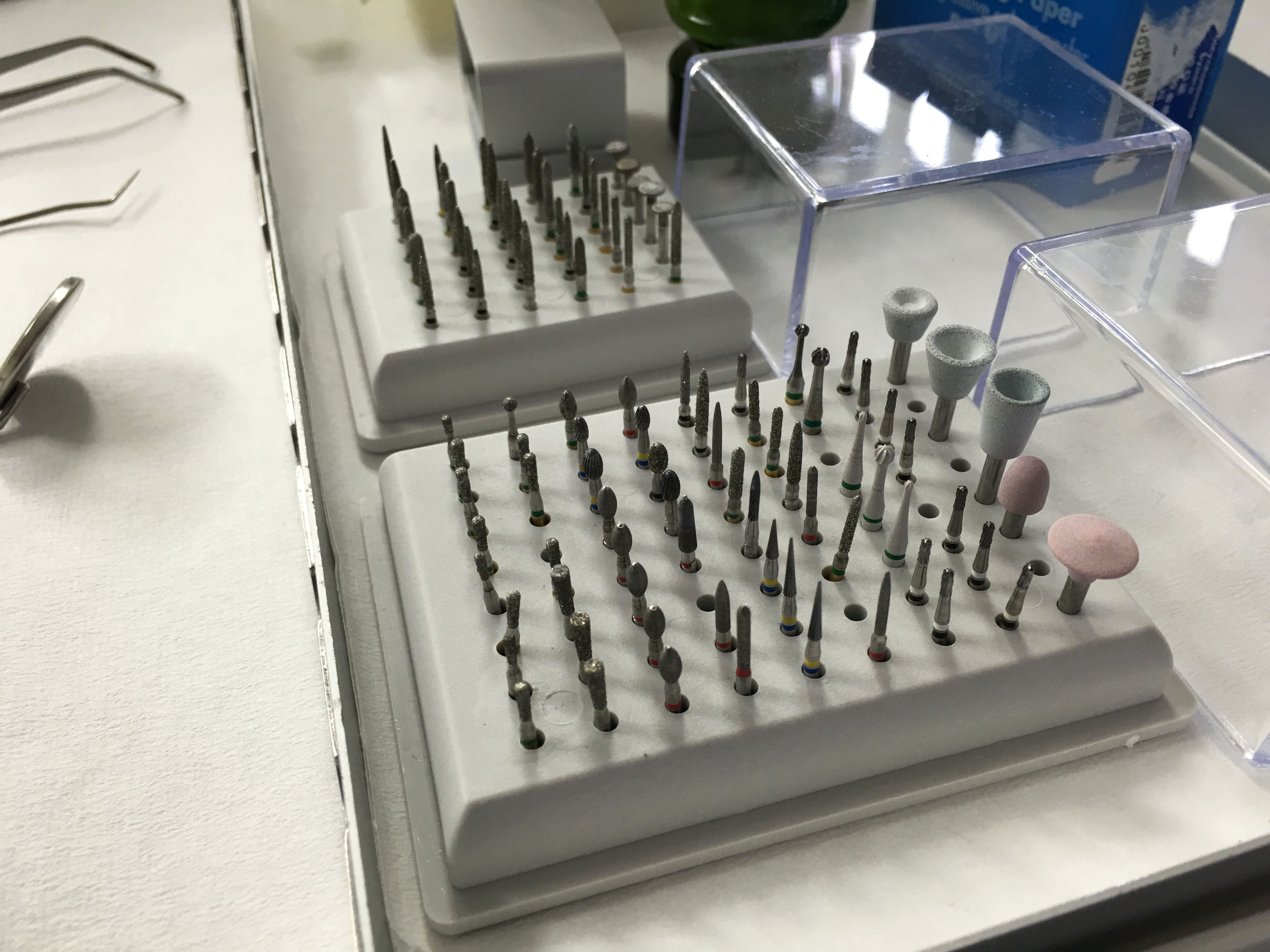
Freses i moles dentals

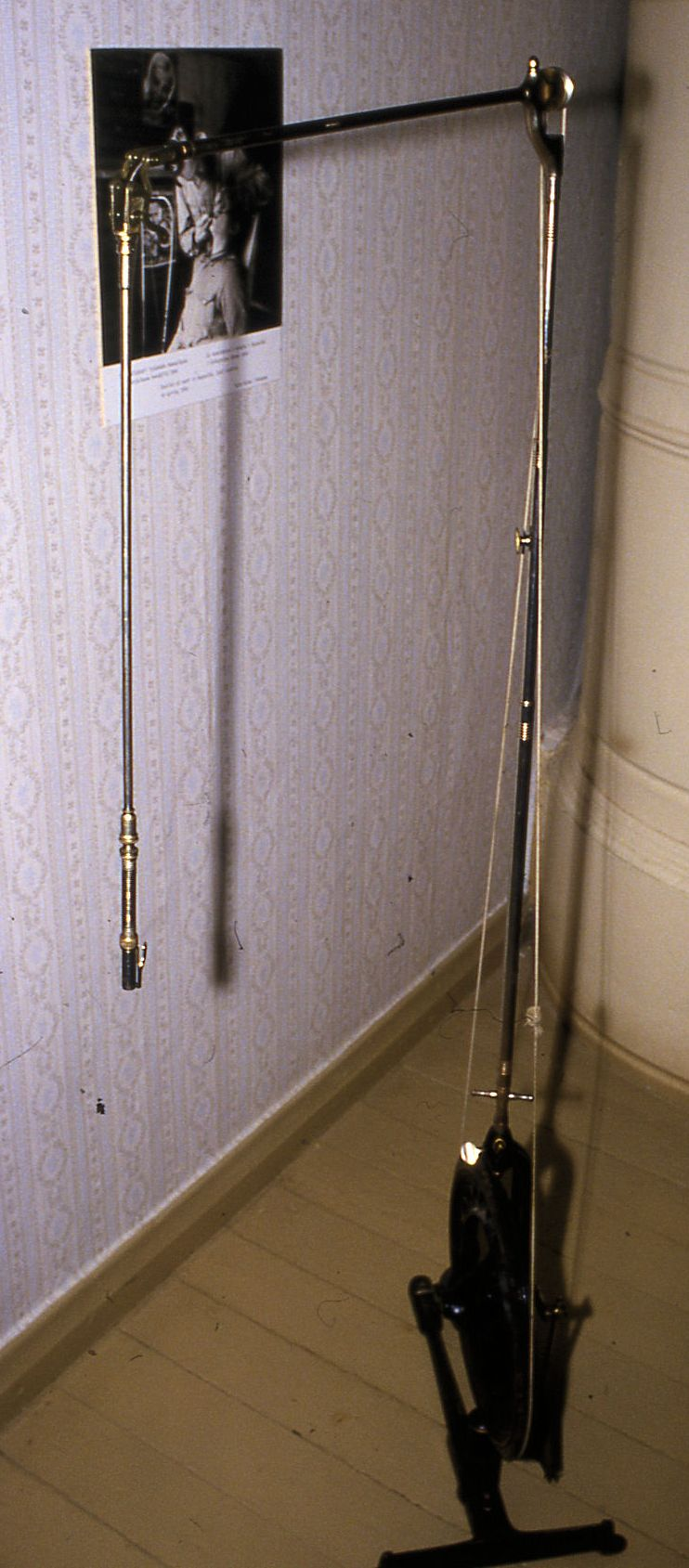
Torn dental accionat amb el peu.

Encara que existeixen proves que fa 9000 anys, en la cultura de la vall de l'Indus, a l'Edat del Bronze ja s'utilitzaven torns dentals, l'aparell modern data de l' Erado inventat per l'odontòleg britànic George Harrington en 1864. Harrington va adaptar el mecanisme d'un rellotge a corda per aconseguir que una petita broca girés al voltant de dos minuts. Quatre anys més tard, el 1868, l'odontòleg nord-americà George F. Green va idear un torn pneumàtic que funcionava amb un pedal accionant una manxa i que aconseguia les 2000 rpm. Seria Green qui, el 1875, patentaria el primer torn dental elèctric.
Inicialment, es van fabricar freses d'acer i, a continuació, puntes abrasives de carbur de silici unides amb ceràmica. Amb aquests instruments, es treballava o bé l'esmalt o bé la dentina. El desenvolupament de la turbina per a ús dental (Borden 1956/57) va permetre un nombre de revolucions i velocitats de treball extremadament elevades. Això requeria instruments fets de materials més resistents al desgast. Des del 1956 , es produeixen freses de carbur de tungstè. Des del 1958, es produeixen puntes de diamant amb enllaç galvànic.
El torn dental elèctric es va usar fins a finals de la dècada de 1950, quan es va introduir la turbina que funciona amb aire comprimit, que pot assolir fins a 500.000 rpm.

## Tipus actuals
Avui dia, els dentistes estan equipats amb :
- grans freses d'acer, acer inoxidable i carbur de tungstè
- instruments abrasius i petites gomes amb grans de diamant, corindó i carbur de silici ;
- instruments abrasius amb granets de diamant dipositats sobre un suport d'acer ;
- instruments abrasius amb granets de diamant dipositats sobre un suport de carbur de tungstè més ben definits com a distenodentals.

## Materials de les freses
- Acer inoxidable (RFS), acer aglomerat amb crom .
- Acer per a eines (WS), acer aglomerat amb tungstè i vanadi.
- Acer ràpid (HSS), acer aglomerat amb crom-molibdè-tungstè.
- Carbur de tungstè (HM), metall dur sinteritzat a base de carbur de tungstè - cobalt . Només s'utilitza carbur de tungstè de gra fi, recomprimit isostàticament en calent.
- Disteno dental, instruments de carbur de tungstè amb grans de diamant dipositats. La patent és d'una empresa italiana